# 莫康希
莫康希（法語：Mauquenchy，法語發音：[mokɑ̃ʃi]）是法国滨海塞纳省的一个市镇，属于迪耶普区。

## 地理
莫康希（49°36'13"N, 1°28'5"E）面积12.64 平方千米，位于法国诺曼底大区滨海塞纳省，该省份为法国北部沿海省份，其西部及北部濒大西洋英吉利海峡，东起顺时针与索姆省、瓦兹省、厄尔省和卡爾瓦多斯省接壤。
与莫康希接壤的市镇（或旧市镇、城区）包括：布赖地区龙什罗勒、鲁夫赖-卡蒂永、索姆里。

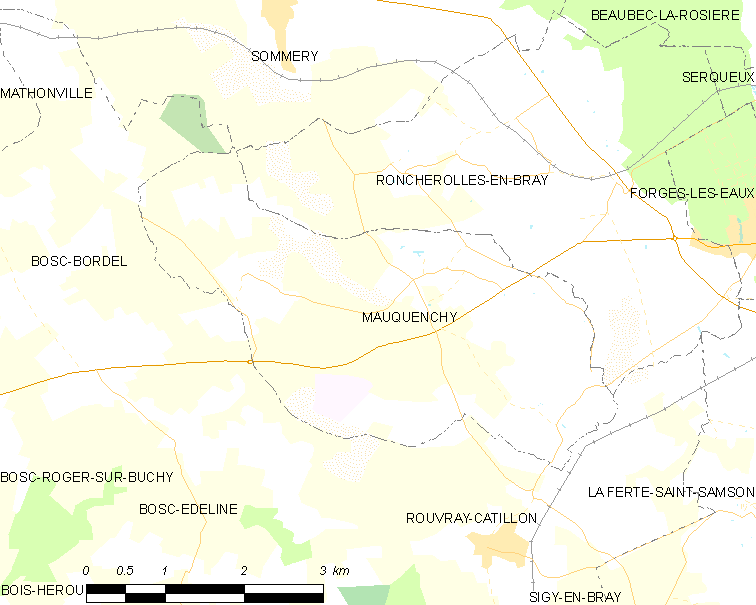
莫康希的OSM定位图

莫康希的时区为UTC+01:00、UTC+02:00（夏令时）。

## 行政
莫康希的邮政编码为76440，INSEE市镇编码为76420。

## 政治
莫康希所属的省级选区为布赖地区古尔奈县。

## 人口

1962-2008年间莫康希人口变化图示

莫康希于2022年1月1日时的人口数量为364人。